# Dan Racoțea
Dan Emil Racoțea, né le 21 juillet 1995 à Brașov, est un handballeur international roumain évoluant au poste d'arrière gauche.
Formé dans son pays natal, Racoțea s'engage avec le club polonais du Wisła Płock en 2014 à 19 ans. Il y évolue cinq saisons pour autant de place de vice-champion de Pologne et quatre finales perdues de Coupe nationale. Pour autant, il dispute la Ligue des champions chaque saison. Dès 2017, il est prévu qu'il s'engage avec l'équipe  hongroise du Veszprém KSE au terme de son contrat en Pologne en 2019. Mais arrivé cette date et devant la concurrence dans sa future équipe, le club décide de le prêté en première division française, au C' Chartres MHB.
Le palmarès de Racoțea est vierge à cause de la domination du KS Kielce en Pologne. Son équipe du Wisła Płock échoue, durant les cinq années de présence de Dan Emil, à la seconde place du championnat et perd quatre finales de Coupe polonaise contre cette même équipe.
Au niveau international, Racoțea fait partie de toutes les équipes jeunes roumaines et participent aux compétitions continentales et mondiales avec elles. Il devient international A roumain dès 2014, à seulement 19 ans.

## Biographie

### Enfance et formation
Formé au centre national de Sighișoara, en Transylvanie, avant de passer par Brașov et le CSM Bucarest où il inscrit 96 buts en 2013-2014, Dan Racoțea évolue à partir de 2014 au Wisla Plock repéré par l'entraîneur espagnol Manolo Cadenas,.

### Révélation au Wisla Plock

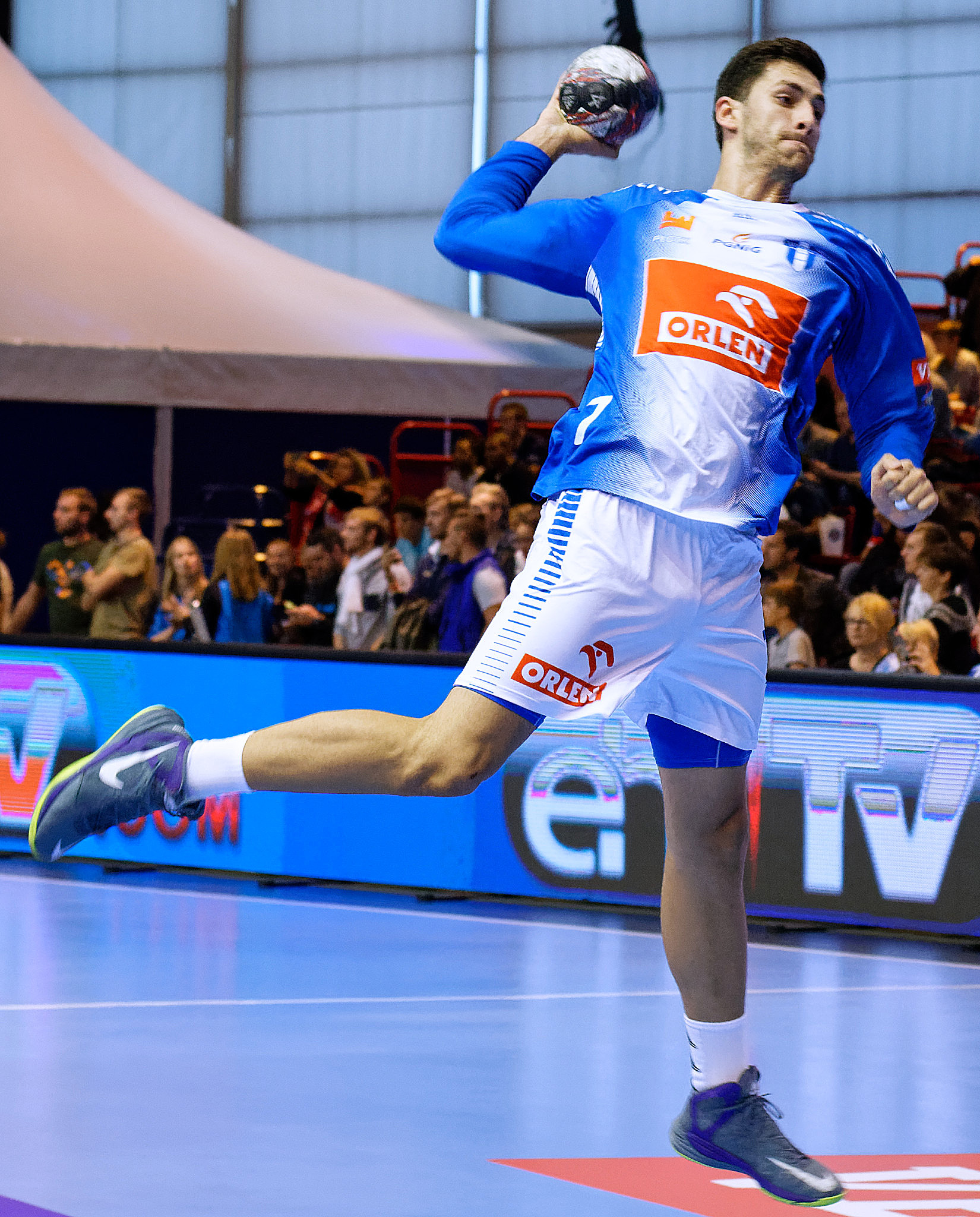
Racoțea avec le Wisla Plock en septembre 2015.

Dès sa seconde saison avec le Wisla Plock, lors de l'exercice 2015-2016 et à seulement vingt ans, Dan Emil Racotea est considéré comme un espoir au poste d'arrière gauche au terme de la phase de poule de C1 après de bonnes prestations contre les équipes du PSG (6 buts), de Kiel (5 buts) ou du Vardar (6 buts) et un total de 42 buts. Au cours de ces saisons 2014-2015 et 2015-2016, il marque 157 buts en championnat de Pologne et 66 buts en Ligue des champions pour l'équipe de Płock.
De fin septembre 2016 à mi-février 2017, il est arrêté en raison d'une blessure au mollet. Pour cette raison, au cours de la saison 2016-2017, il ne dispute que dix-sept matchs en championnat et marque 38 buts, tandis qu'en Coupe d'Europe, il enregistre cinq apparitions sans marquer.
Lors de la saison 2017-2018, il participe à 28 matches de Superliga au cours desquels il inscrit 62 buts. En Ligue des champions, il joue neuf matches et inscrit 24 buts. En décembre 2017, les médias annoncent sa signature au Veszprém KSE à partir de l'été 2019.
Au cours de la saison 2018-2019, il participe à 28 matches de championnat pour 66 buts et quatorze matchs pour 27 buts au niveau européen. Sous les couleurs du club polonais de D1, il inscrit un total de 117 buts en Ligue des champions. Toutes compétitions confondues, il tourne à une moyenne de près de 2,5 buts par match en 2018-2019 avec le Wisla Plock. En Pologne, il depuis alors cinq saisons, il participe à chaque édition de la Ligue des champions.

### Globe trotter
Début 2019, l’arrière gauche roumain s'engage comme prévu avec le Veszprém KSE pour les trois prochaines saisons. Mais en raison de la concurrence sur le poste, le club hongrois le prête un an au promu en championnat de France, le C’Chartres MHB. À 24 ans, il compense l’absence de Wael Jallouz. 
En 2020, il ne retourne pas à Veszprém mais est transféré en Espagne au CD Bidasoa pour une saison. En 2021, il retourne en Roumanie au Dinamo Bucarest avec lequel il remporte trois Championnats et deux Coupes de Roumanie
En 2024, il rejoint le club polonais du Górnik Zabrze.

### En équipe nationale
En 2012, Dan Racoțea participe au Championnat d'Europe U18 en Autriche, au cours duquel il marque 31 buts. L'année suivante, il prend part au Championnat du monde U19 (en) en Hongrie, dans lequel il joue neuf matchs et marque 52 buts, ce qui lui vaut la 11e place des meilleurs buteurs du tournoi. En 2015, il participe au Championnat du monde U21 au Brésil, dans lequel il marque 36 buts, second joueurs le plus efficace de la Roumanie et meilleur buteur contre la Suède en poule (défaite 38-29) et dans le match pour la 11e place gagné contre le Belarus (27-22).
Dan Racoțea fait ses débuts en équipe nationale le 29 octobre 2014 lors d'un match gagné contre le Kosovo (36-24) dans lequel il marque trois buts. Il prend ensuite part aux diverses qualifications pour les Championnats du Monde et d’Europe.

## Style de jeu

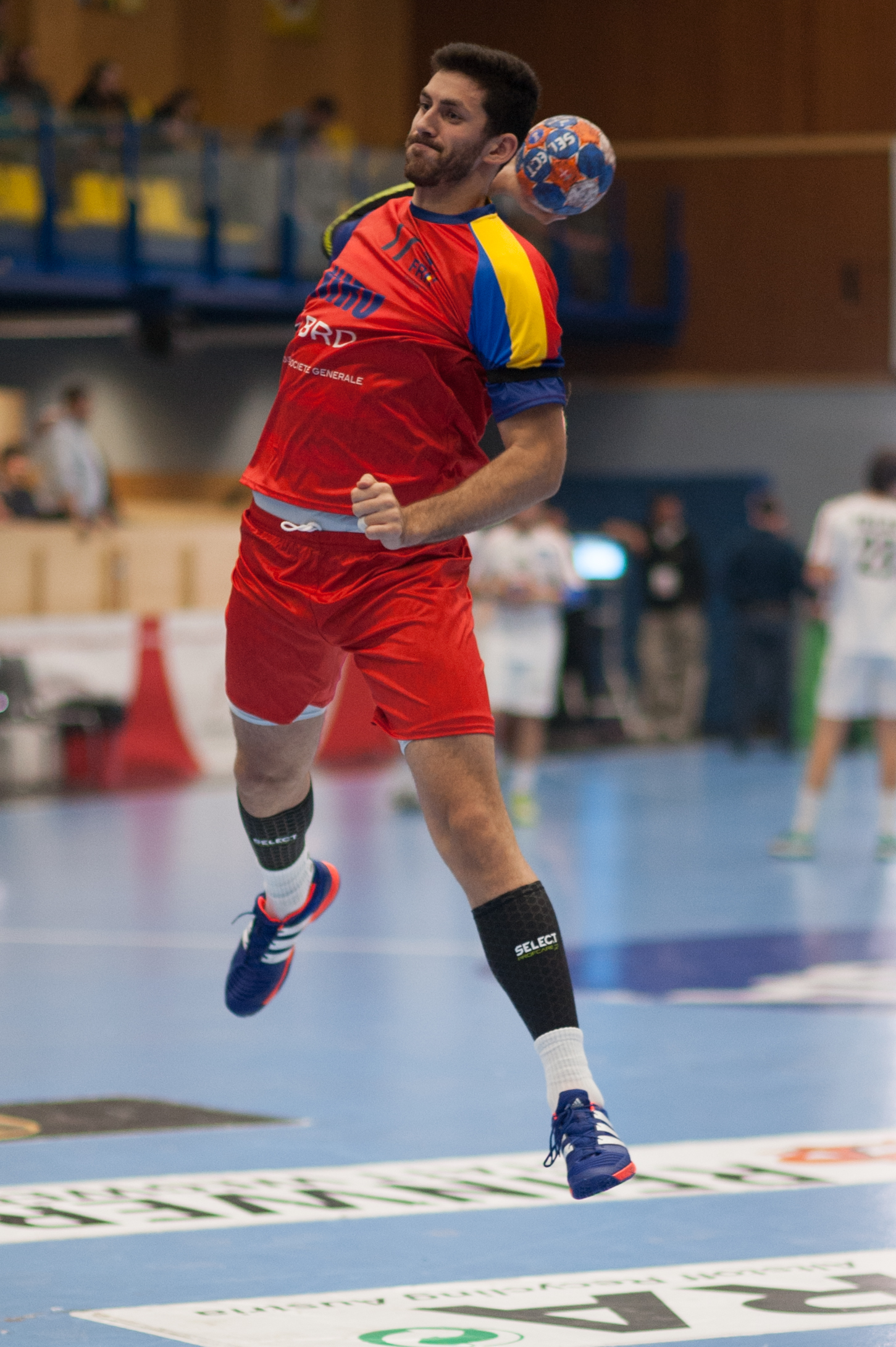
Dan Racoțea armant un tir.

Dan Racoțea est un arrière gauche droitier puissant et longiligne (2,02 m pour 98 kg), à l'aise dans la finition face au but adverse.

## Statistiques
| Club              | Saison     | Championnat | Championnat | Championnat | Championnat | Coupes nationales | Coupes nationales | Coupes nationales | Coupe d'Europe | Coupe d'Europe | Coupe d'Europe | Coupe d'Europe | Total | Total | Total |
| Club              | Saison     | N           | M           | B           | Moy         | M                 | B                 | Moy               | N              | M              | B              | Moy            | M     | B     | Moy   |
| ----------------- | ---------- | ----------- | ----------- | ----------- | ----------- | ----------------- | ----------------- | ----------------- | -------------- | -------------- | -------------- | -------------- | ----- | ----- | ----- |
| Wisła Płock       | 2014-2015  | Ekstraklasa | 30          | 91          | 3           | 5                 | 22                | 4,4               | C1             | 12             | 24             | 2              | 47    | 137   | 2,9   |
| Wisła Płock       | 2015-2016  | Ekstraklasa | 27          | 66          | 2,4         | 3                 | 7                 | 2,2               | C1             | 16             | 42             | 2,6            | 46    | 115   | 2,5   |
| Wisła Płock       | 2016-2017  | Ekstraklasa | 17          | 38          | 2,2         | 3                 | 9                 | 3                 | C1             | 5              | -              | -              | 25    | 47    | 1,9   |
| Wisła Płock       | 2017-2018  | Ekstraklasa | 28          | 62          | 2,2         | 3                 | 7                 | 2,3               | C1             | 9              | 24             | 2,7            | 40    | 93    | 2,3   |
| Wisła Płock       | 2018-2019  | Ekstraklasa | 28          | 66          | 2,4         | 3                 | 6                 | 2                 | C1             | 14             | 27             | 1,9            | 45    | 99    | 2,2   |
| Wisła Płock       | Sous-total | Sous-total  | 130         | 323         | 2,5         | 17                | 51                | 3                 | -              | 56             | 117            | 2,1            | 203   | 491   | 2,4   |
| → C' Chartres MHB | 2019-2020  | Starligue   | 7           | 20          | 2,9         | 4                 | 8                 | 2                 | -              | -              | -              | -              | 11    | 28    | 2,5   |

## Palmarès
Le palmarès de Racoțea est vierge à cause de la domination du KS Kielce en Pologne. Son équipe du Wisła Płock échoue, durant les cinq années de présence de Dan Emil, à la seconde place du championnat et perd quatre finales de Coupe polonaise contre cette même équipe. C'est à son retour en Roumanie au Dinamo Bucarest qu'il remporte ses premières compétitions :
- Championnat de Pologne :
  - Vice-champion (5) : 2015, 2016, 2017, 2018 et 2019
- Coupe de Pologne :
  - Finaliste (4) : 2015, 2016, 2017 et 2019
- Championnat de Roumanie
  - Champion (3) : 2022, 2023, 2024
- Coupe de Roumanie
  - Vainqueur (2)  : 2022, 2024
- Supercoupe de Roumanie
  - Vainqueur (2)  : 2022, 2023